# Luis Báguena Corella
Luis Báguena Corella (Valência, 7 de novembro de 1905 - Valência, 10 de janeiro de 1977) foi um entomólogo e médico espanhol.

## Biografia
Nascido em Valência a 7 de novembro de 1905, estudou medicina na universidade de sua cidade natal e ciências biológicas na de Madrid. Obteve por oposição em 1935 um posto de médico na Guiné Espanhola, onde anos mais tarde exerceu também de entomólogo. Pertenceu ao Conselho Superior de Investigações Científicas (CSIC) entre maio de 1952 e julho de 1960. Depois deste período regressou a Valencia, lugar no que faleceu a 10 de janeiro de 1977.
Foi especialista nos Scarabaeoidea da península ibéria e na família Aderidae. Dentre seus trinta e três trabalhos publicados destacam Estudo sobre os Aderidae (1948) e Scarabaeioidea da fauna ibero-balear e pirenaica (1967), que recebeu o prêmio Alonso de Herrera em 1955. Jacques Baraud tem sido considerado por Fermín Martín Piera como o continuador da obra de Báguena.